# Liste der Johannes-Nepomuk-Darstellungen in Wiener Neustadt
Der 1729 heiliggesprochene Johannes Nepomuk gilt nach Maria und Josef als der am dritthäufigsten dargestellte Heilige in Österreich. An mehreren Standorten gibt es Johannes-Nepomuk-Darstellungen in Wiener Neustadt.
Erst nach Böhmen, aber noch vor dessen Selig- oder Heiligsprechung, setzte in Niederösterreich jene Verehrung Johannes Nepomuks ein, die sich in Form von Statuen und Bildern dokumentiert.

## Standorte
| Foto |                 | Objekt                                                   | Standort          | Künstler | Baujahr | Beschreibung |
| ---- | --------------- | -------------------------------------------------------- | ----------------- | -------- | ------- | --- |
| ja   | Datei hochladen | Statue Johannes Nepomuk                                  | Wiener Neustadt · |          |         | Im rechten Seitenschiff des Doms von Wiener Neustadt befindet sich eine Johannes-Nepomuk-Kapelle mit einem 1740 von Johann Stephan Kittner gestifteten Altar. Auf dem Altarretabel zeigen Allegorien Darstellungen der Verschwiegenheit und der Geduld. Im Baldachin ist eine Darstellung des knienden Heiligen zu sehen. Die Mensa trägt ein Relief mit der Darstellung der Beichte der Königin. |
| ja   | Datei hochladen | Gemälde Johannes Nepomuk                                 | Wiener Neustadt · |          |         | Im rechten Seitenschiff der Neuklosterkirche von Wiener Neustadt befindet sich ein Johannes-Nepomuk-Altar mit einem Altarbild von Paul Troger mit einer Darstellung des Heiligen als Helfer der Armen aus dem Jahr 1748. |
| ja   | Datei hochladen | Gemälde Johannes Nepomuk                                 | Wiener Neustadt · |          |         | In der Stadtpfarrkirche von Wiener Neustadt, der ehemaligen Jesuitenkirche, befindet sich beim zweiten Joch ein um 1745 von Michelangelo Unterberger geschaffenes Vorsatzbild Johannes Nepomuks. |
| ja   | Datei hochladen | Statue Johannes Nepomuk                                  | Wiener Neustadt · |          |         | In der Südkapelle der Kapuzinerkirche von Wiener Neustadt befindet sich ein Altar mit einer Statuette Johannes Nepomuks aus dem dritten Viertel des 18. Jahrhunderts. |
|      | Datei hochladen | Statue Johannes Nepomuk                                  | Wiener Neustadt   |          |         | In der ehemaligen Bischofskapelle der Propstei von Wiener Neustadt auf dem Domplatz befindet sich an der Längswand in einer Nische eine Statue Johannes Nepomuks. |
| ja   | Datei hochladen | Statue Johannes Nepomuk HERIS-ID: 14312 Objekt-ID: 10546 | Wiener Neustadt · |          |         | Auf dem Johannes-von-Nepomuk-Platz in Wiener Neustadt steht eine Kapelle mit einer Statue Johannes Nepomuks. |
| ja   | Datei hochladen | Statue Johannes Nepomuk HERIS-ID: 14327 Objekt-ID: 10561 | Wiener Neustadt · |          |         | In der Ungargasse von Wiener Neustadt steht am Rande des Spitalgartens ein 1732 von Georg Mathias Bauer von Nisenfelt gestifteter Bildstock Johannes Nepomuks. |
|      | Datei hochladen | Statue Johannes Nepomuk                                  | Wiener Neustadt   |          |         | Am Zillingdorfer Weg in Wiener Neustadt stand eine Statue Johannes Nepomuks aus der Mitte des 18. Jahrhunderts. Diese wurde wenige hundert Meter zur Hofer-Mühle in Lichtenwörth versetzt. → Liste der Johannes-Nepomuk-Darstellungen im Bezirk Wiener Neustadt-Land |
| ja   | Datei hochladen | Statue Johannes Nepomuk                                  | Wiener Neustadt · |          |         | Im Garten eines Blumengeschäfts in der Günser Straße beim Wasserturm Wiener Neustadt steht ein Bildstock Johannes Nepomuks. |